# Pronephrium interruptum
Pronephrium interruptum är en kärrbräkenväxtart som beskrevs av Holtt. Pronephrium interruptum ingår i släktet Pronephrium och familjen Thelypteridaceae. Inga underarter finns listade.